# Synagoge (Lemmer)

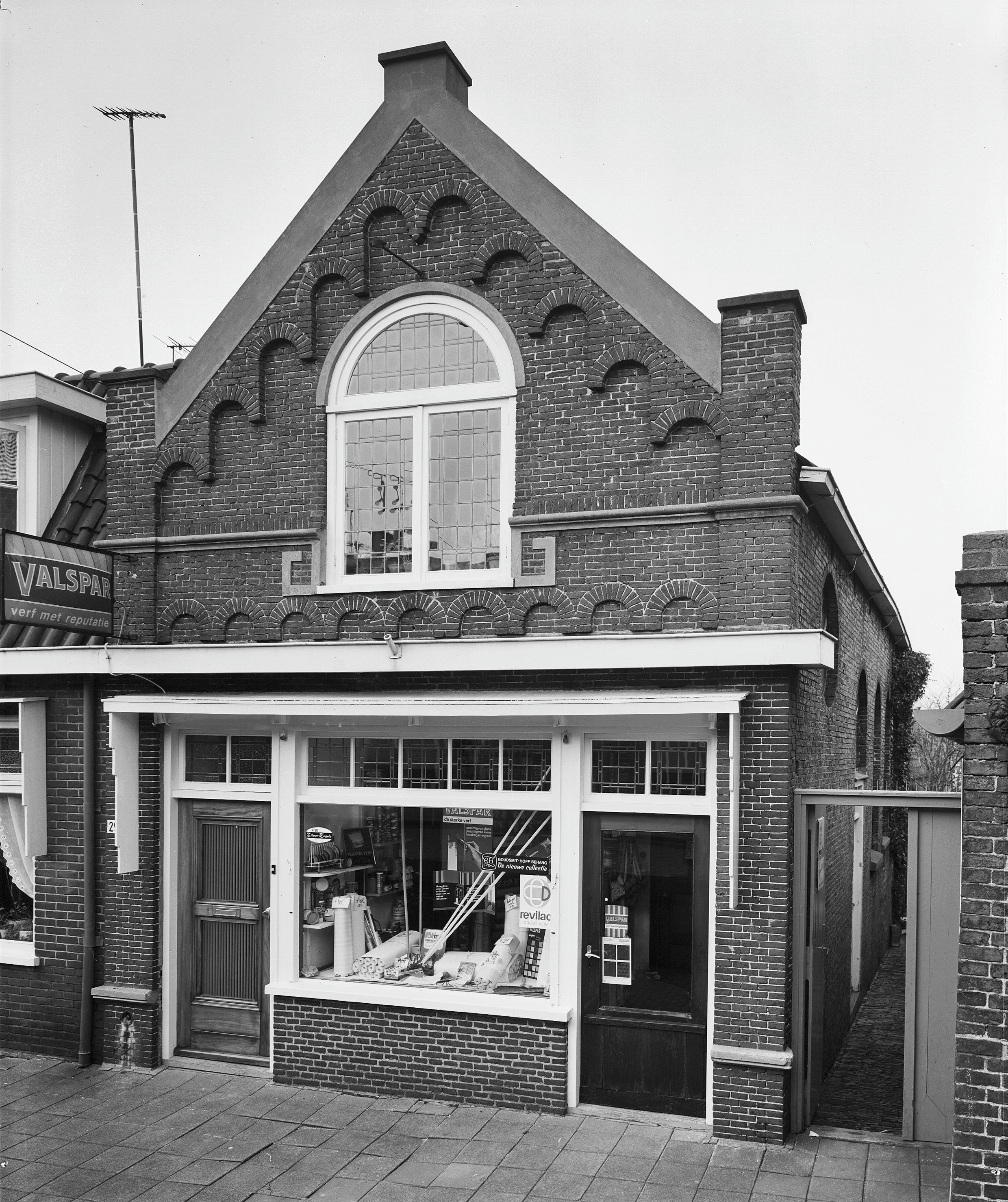
Ehemalige Synagoge in Lemmer (1971)

Die Synagoge in Lemmer, einem Ortsteil der Gemeinde De Fryske Marren in der niederländischen Provinz Friesland, wurde 1820 errichtet und 1866 renoviert. Die profanierte Synagoge hat die Adresse Schans 29.  
Die ersten jüdischen Bewohner in Lemmer werden im Jahr 1740 dokumentiert. Die Jüdische Gemeinde Lemmer hatte im Jahr 1869 mit 109 Mitgliedern ihren Höchststand erreicht. 
Im Jahr 1920 wurde das Synagogengebäude verkauft und der neue Eigentümer baute es zum Wohnhaus um.